# Martinius Nielsen
Martinius Valdemar Nielsen f. Martinus (23. januar 1859 i København – 10. juli 1928 i Fredensborg) var en dansk skuespiller og teaterdirektør.
Han scenedebuterede på Casino i 1880 hvor han var indtil 1884, hvorefter han fulgte sin senere kone Oda Nielsen til Dagmarteatret. Efterfølgende kom han til Det kongelige Teater (1886-89), Dagmarteatret igen (1889-94), Folketeatret (1894-97). Fra 1897-1909 var han teaterdirektør for Dagmarteatret – hvor han gjorde teateret til Københavns førende teater. I perioden 1902-05 var han desuden leder af Casino teatret.
Martinius filmdebuterede i 1910 hos Nordisk Films Kompagni i filmen Kean og medvirkede derefter som skuespiller kun i en enkelt film (Den hemmelige Traktat, 1913). I 1914 debuterede han som filminstruktør hos produktionsselskabet Dania Bio Film.
Han var far til tegneren og dekorationsmaleren Kay Nielsen (1886-1957).

## Filmografi

### Som skuespiller
- Kean (som Kean; instruktør Holger Rasmussen, 1910)
- Den hemmelige Traktat (som Wladimir Raschauw alias Fyrst Kanewa; instruktør Alfred Lind, 1913)

### Som instruktør
- Gidslet (1914)
- Hendes Ungdomsforelskelse (1916)
- Stakkels Meta (1916)
- En Skilsmisse (1916)
- Selskabsdamen (1916)
- Gentlemansekretæren (1916)
- Den sorte Kugle (1917)
- Midnatssjælen (1917)
- Naar Hjertet sælges (1917)
- Den grønne Bille (1918)
- Prøvens Dag (1918)
- Tidens barn (1918)
- Lykketyven (1918)
- Prinsens Kærlighed (1920)
- En Skuespillers Kærlighed (1920)
- Republikaneren (1923)